# Musotima instrumentalis
Musotima instrumentalis là một loài bướm đêm trong họ Crambidae.